# Joseph Seligmann
Joseph Seligmann, född 1 april 1836 i Mosaiska församlingen i Stockholm, död 1 juni 1904 i Jakob och Johannes församling i Stockholm, var en svensk bokförläggare. Han grundade Joseph Seligmanns förlag, senare omdöpt till Hugo Gebers förlag, och var bland annat August Strindbergs förläggare.

## Biografi
Seligmann studerade vid Uppsala universitet 1853 samt i Breslau och Leipzig 1856–1860, innan han återvände till Uppsala där han blev fil. kand. 1861 och fil. dr 1863. Han hade först planer på att ägna sig åt vetenskaplig verksamhet, men öppnade istället en bokhandel på Drottninggatan i Stockholm 1864. Bokhandeln övertogs 1877 av Wilhelm Bille. Från 1867 ägnade han sig även åt förlagsrörelse, och tog 1878 in Hugo Geber som medarbetare. 1887 övertogs hans firma av Geber, och Seligmann startade ett nytt bokförlag vilket efter Seligmanns död övertogs av Wahlström & Widstrand. 
Seligmann kom att knyta till sig en rad kända författare, bland andra Carl Snoilsky, Carl David af Wirsén, Albert Ulrik Bååth, Viktor Rydberg och Gunnar Wennerberg. Han var förläggare för August Strindbergs Röda rummet (1879) och Gamla Stockholm (1882), samt Erik Axel Karlfeldts första diktsamling, Vildmarks- och kärleksvisor (1895). Han var Svenska Bokförläggareföreningens ordförande 1890–1904 och medverkade i dess jubileumsskrift 1893 med kapitlet ”Några drag ur Svenska bokförläggareföreningens verksamhet 1843—1893”. Han skrev också en biografi över Aaron Isaac. På äldre dagar var han flitigt verksam vid fackliga möten och kongresser.

### Privatliv
Joseph Seligmann var son till rabbinen Löb Seligmann och Jeanette, född Levin. Från 1870 var han gift med Selma Lipmanson.